# Новониколаевка (Челябинская область)
Новониколаевка — село в Карталинском районе Челябинской области России. Входит в состав Мичуринского сельского поселения.

## География
Через село протекает река Карагайлы-Аят. Расстояние до районного центра города Карталы 18 км.

## История
Основали в 1903 году переселенцы из Гирьяльской станицы Орского уезда Оренбургской губернии.
В 1940 году в селе насчитывалось 97 дворов, в этот же год основан плодопитомнический совхоз «Полтавский».
В 1971 году совхоз переименован в «Мичуринский».

## Население
| 2002 | 2010 |
| ---- | ---- |
| 468  | ↗563 |

## Улицы
- Набережная,
- Новая,
- Полевая,
- Центральная,
- Школьная.